# Pakis (Panti)
Pakis is een bestuurslaag in het regentschap Jember van de provincie Oost-Java, Indonesië. Pakis telt 6790 inwoners (volkstelling 2010).